# روی فلتون
روی فلتون (انگلیسی: Roy Felton; ۱۲ اوت ۱۹۱۸ – ۲۴ آوریل ۱۹۸۲) بازیکن فوتبال اهل بریتانیا بود.
از باشگاه‌هایی که در آن بازی کرده‌است می‌توان به باشگاه فوتبال ناتینگهام فارست، باشگاه فوتبال کریستال پالاس، باشگاه فوتبال اورتون، باشگاه فوتبال نورتویچ ویکتوریا، و باشگاه فوتبال پورت ویل اشاره کرد.